# Agapostemon lanosus
Agapostemon lanosus är en biart som beskrevs av Roberts 1972. Agapostemon lanosus ingår i släktet Agapostemon och familjen vägbin. Inga underarter finns listade i Catalogue of Life.